# Brachystele pappulosa
Brachystele pappulosa är en orkidéart som beskrevs av Dariusz Lucjan Szlachetko. Brachystele pappulosa ingår i släktet Brachystele och familjen orkidéer.
Artens utbredningsområde är Uruguay. Inga underarter finns listade i Catalogue of Life.